# Gergeti Szentháromság-templom
A Gergeti Szentháromság-kolostor (grúzul: გერგეტის სამების ეკლესია) egy építészeti komplexum Sztepancminda közelében, Grúzia Mcheta-Mtianeti régiójában, a történelmi Heviben, 2710 méteres tengerszint feletti magasságban, az 5054 méter magas Kazbek csúcs lábánál.
A Szentháromság-kolostor a történelmi Hevi főtemploma volt a Darjal szurdok körül. A bekerített komplexum magába foglalja a kupolás székesegyházat (14. század), a harangtornyot (14. század második fele) és a déli falhoz épített tanácsépületet vagy másnéven kapuházat (15. század). 2006. november 7- én Grúzia elnökének rendeletével a Gergeti Szentháromság-kolostor nemzeti jelentőségű kiemelet kulturális emlékhely lett,  Grúzia egyik jelképe.

## Történelem
Teimuraz Batonisvili grúz királyi herceg és tudós ”Ibéria története”  (grúzul : ივერის ისტორია) című művében azt írta, hogy a Szameba-templom  felépítése előtt ezen a hegyen (Szameba-hegy) egy kereszt állt. A hagyomány szerint András apostol, a grúz ortodox egyház alapítója  járt itt és ő állította a keresztet. Később  Szent Nina is itt prédikált.
A  templom építését Vahtang Gorgasali nevéhez kötik, de építésének pontos dátuma nem ismert.  Építőköveit a két kilométerre fekvő faluból hozták. A templom a 14. században épült Krisztus színeváltozása nevében. A Gergeti név (grúzul: გერგეტი) a Tyerek folyó jobb partján, a régió központjával, Sztepancminda városával szemben, a mára eltűnt grúz falu , Gergeti nevéből származik. Gergeti faluhoz tartozó Szameba hegyén (Szent hegy) épült a Szameba templom, amely ma is az egykori falu nevét viseli. 
A templomot már az 1392-ben kelt Sitarhan Gudzsar is említi. Ugyanebben a gudzsarban a Gergeti erőd is szerepel. 
V. Bagrat grúz király a templom fenntartását Gergeti lakóira bízta, „ A Szentháromság jobbágyainak” (grúzul : სამების საყდრისშვილები) hívták őket. Örökösként ezzel a jelzővel a következő évszázadokban Grúzia más királyai is illették a gergetieket. Bagration Vahusti grúz királyi herceg a Szentháromság-templomot a Mcheta Katolikózátus ékszerének tartotta. 1795-ben, a perzsa inváziót követően, ide hozták és itt őrizték a grúz ortodox apostoli egyház legbecsesebb emléket, Szent Nina szőlőkeresztjét. Itt íródott "A Lélek emlékeztető” (grúzul: მოსახსენებელი სულთაი ) című krónika, amely érdekes információkat tartalmaz Hevi régióról és Grúzia történelméről.
Az orosz  uralom idején a birodalom hatóságai olajfestékkel átfestették a templom belsejét. A szovjet időszakban a templom zárva volt, istentiszteletet nem tartottak benne, de továbbra is népszerű turisztikai célpont maradt. A kommunista rezsim összeomlása után visszakerült a grúz ortodox apostoli autokefális egyházhoz. 1966-ban Gergeti községet összevonták Sztepancminda várossal, de a templom régi neve változatlan maradt, és a hagyomány szerint ma is Gergeti Szentháromságnak hívják.   
Az 1990-es évek eleji politikai változások óta a Gergeti Szentháromság-templomot ismét vallási szertartásokra használják. A turisták célpontja is. A hegyi túrázók egy-két órás mászás után érhetik el. Közvetlenül a templom alatt van egy forrás ívókúttal, amelyet a látogatók használnak. 2006-ban a 16. századból származó templomi festményeket Szűz Mária, a Megváltó, Keresztelő János és Szt. Nina képeit fedeztek fel a szentélyben.

## Építészet
Egyszerű téglalap alaprajzú épület. A templom kupolája nyugaton két szabadon álló oszlopon és a keleti apszis falán nyugszik. A templom csiszolt andezit kövekből épült. A székesgyház homlokzatát és a kupoladobot, valamint a kétszintes harangtorony homlokzatát grúz mintájú faragott  kövekkel díszítették. A templom déli falára épült kapuházban ülésezett a Hevi Vének Tanácsa, mely a közösségi élet legfontosabb kérdéseiben hozott döntéseket. A kapuház a 15. század végén vagy a 16. század elején épült. A kapuházban egy hosszú, kőből készült "ülőpad" volt. Itt őrizték a közösségi zászlót. A methemiánusok hűségesküt tettek a zászlónak. 

## Ikonok
A Szentháromság-templomban táblára festett ikonokat őrizek, melyek a Szent Sírt, az Angyali üdvözletet, A születést, A mirrhahordozó nőket, a Vízkeresztet és az ezüst ruhával letakart, Szavdro nevet viselő Szűz Máriát ábrázolta. Az oltáron lévő ikonok pedig a Keresztrefeszítést, a Szentháromságot, a Feltámadást, hitetlen Tamást, Lázár feltámasztását és Krisztus Jeruzsálembe való bevonulását ábrázolták. Szárazság idején elővették Szadvro ikonját, és forrásvízben fürdetették meg.

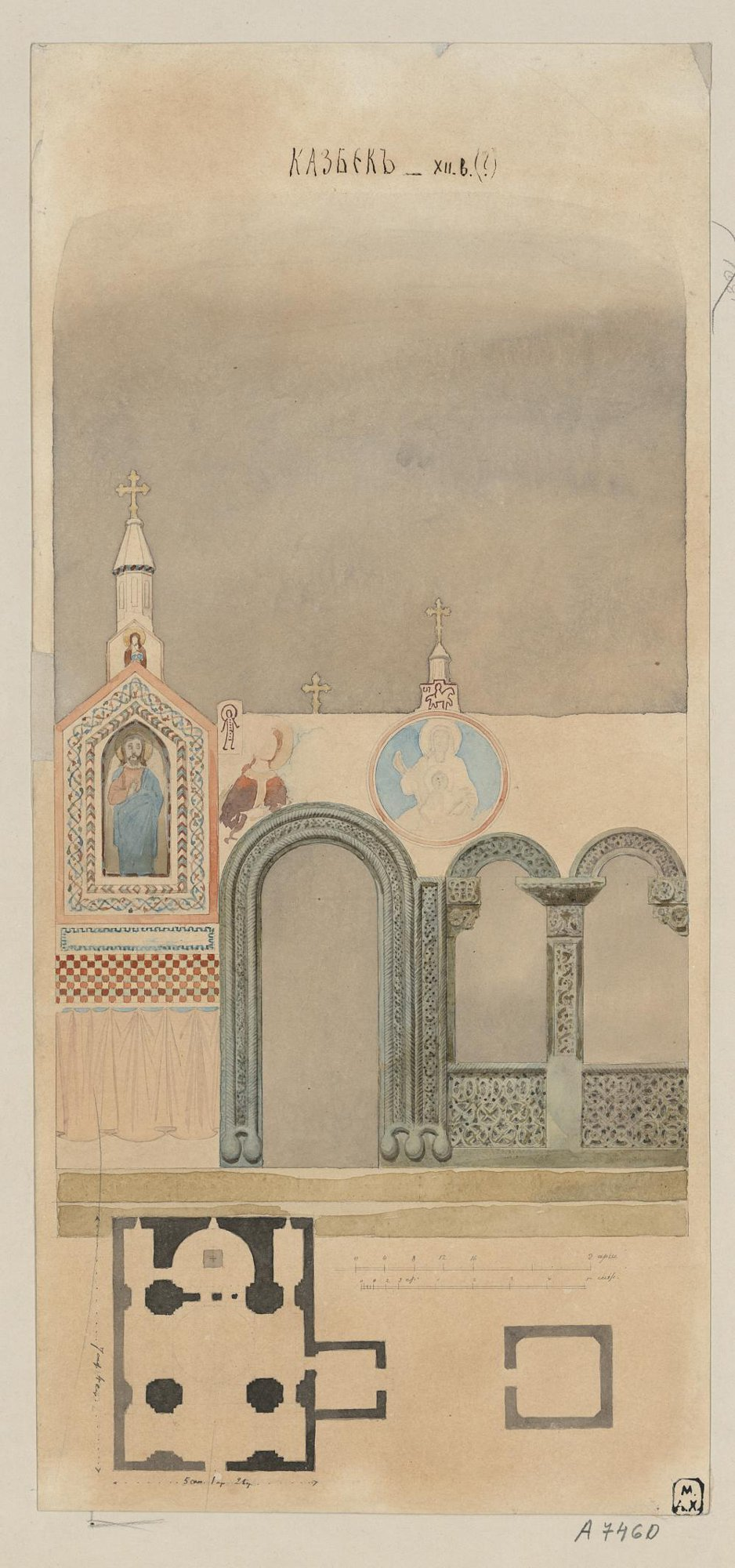
A templom karzata és terve az 1850-es években
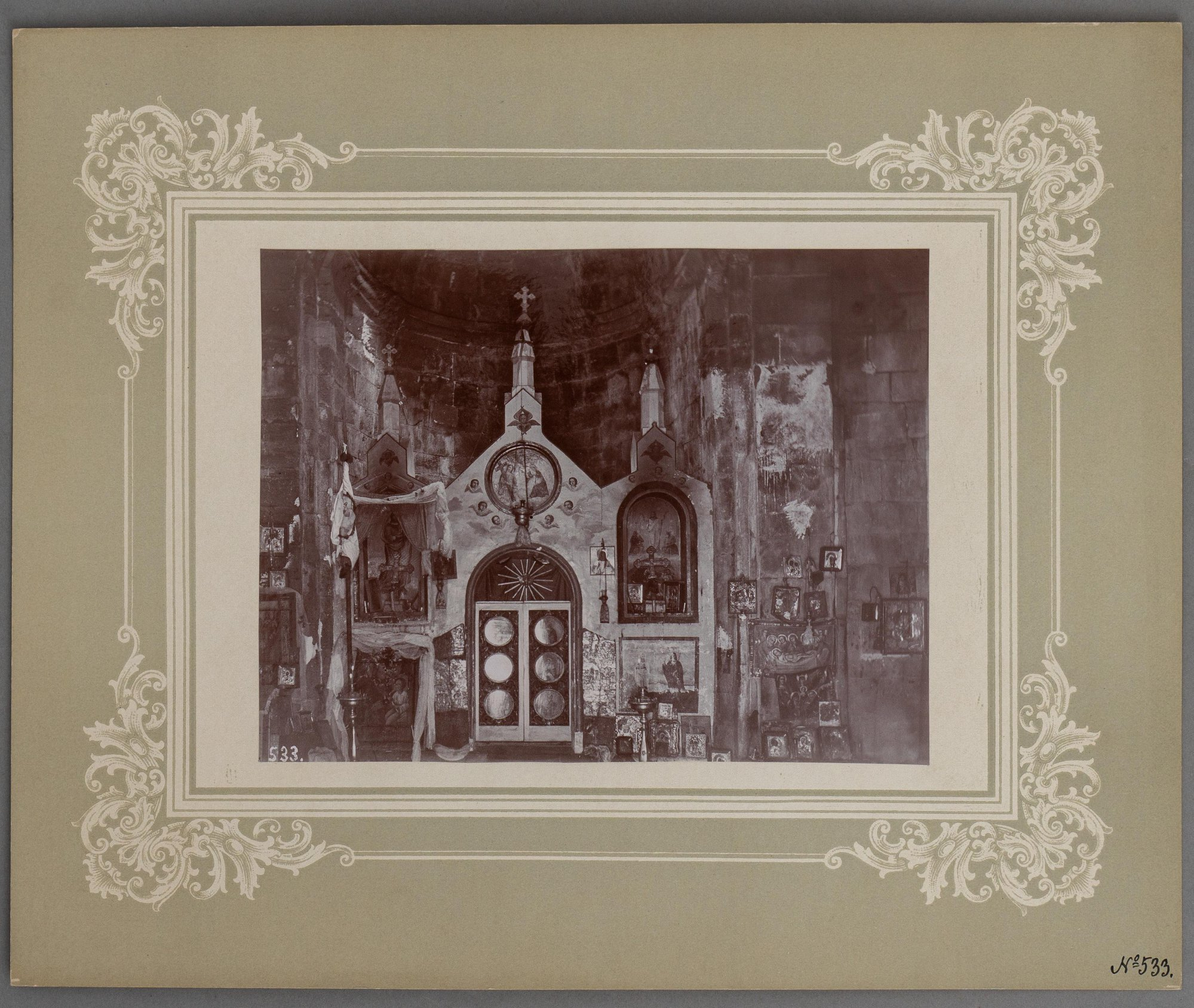
A templom harangja. Mashukov fényképe 1983-ból.
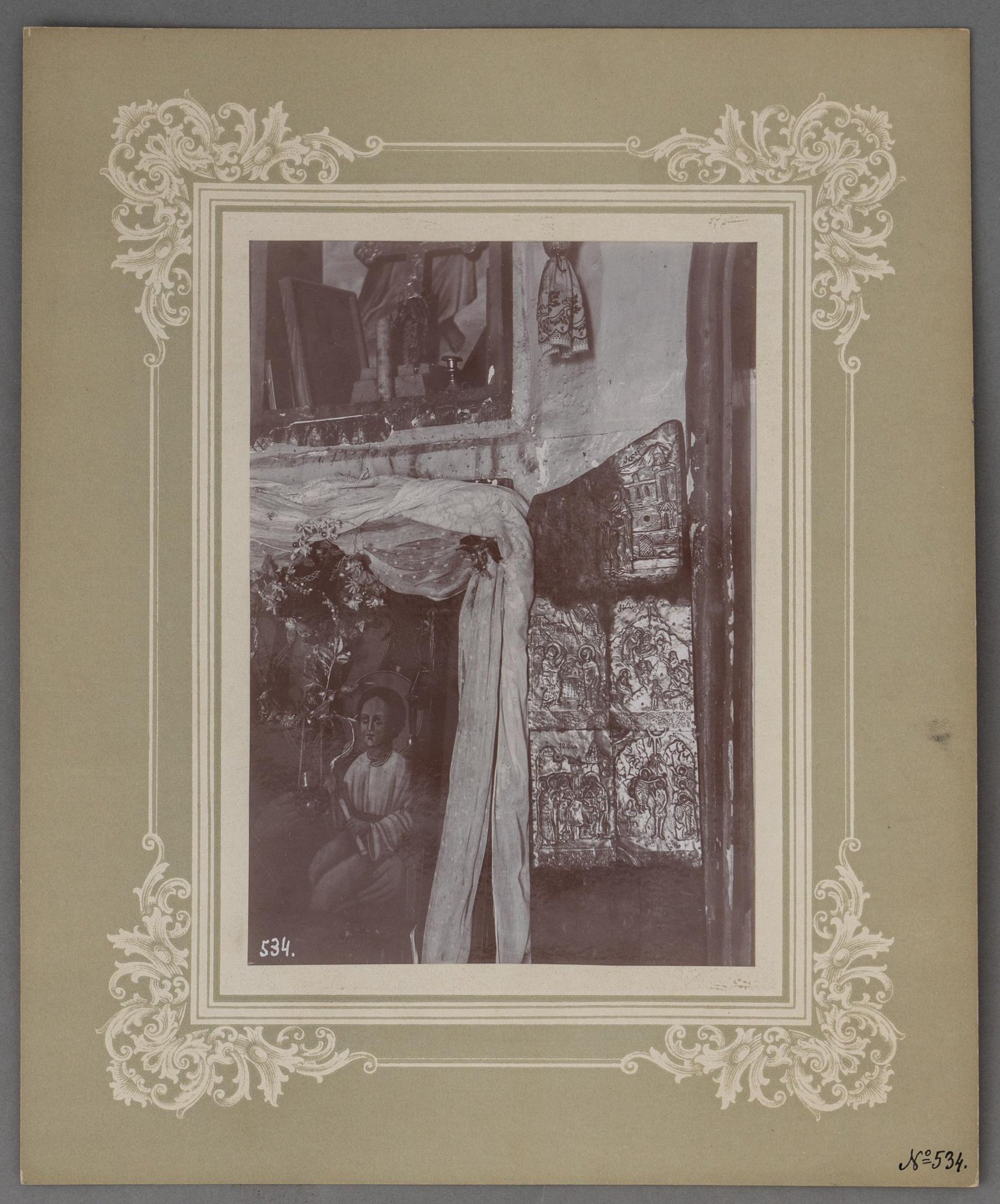
A régi templom harangtornyának ajtaja. 1893-ból. Mashukov fényképe
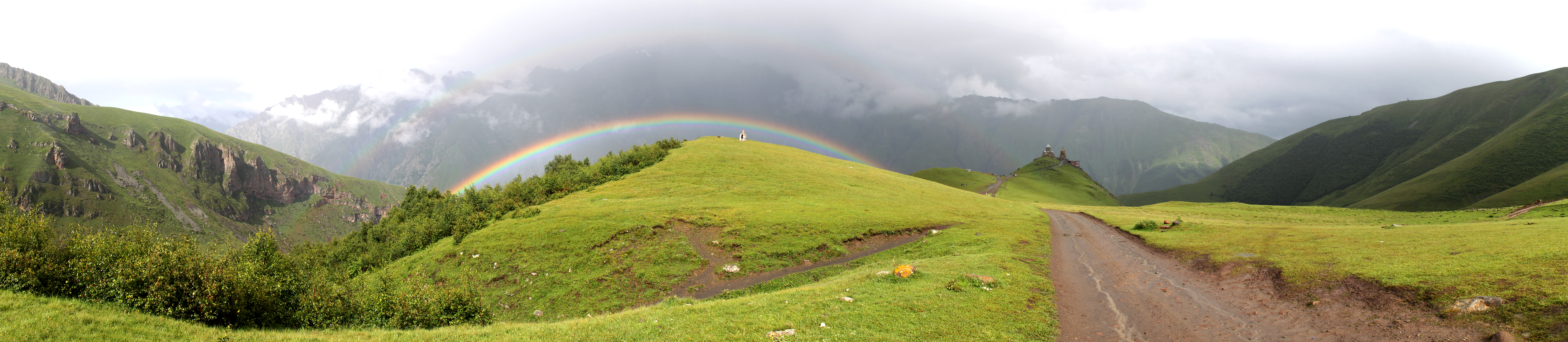